# Avelin
Avelin é uma comuna francesa na região administrativa de Altos da França, no departamento do Norte. Estende-se por uma área de 13.76 km². Em 2010 a comuna tinha 2 712 habitantes (densidade: 197,1 hab./km²).